# Istajr

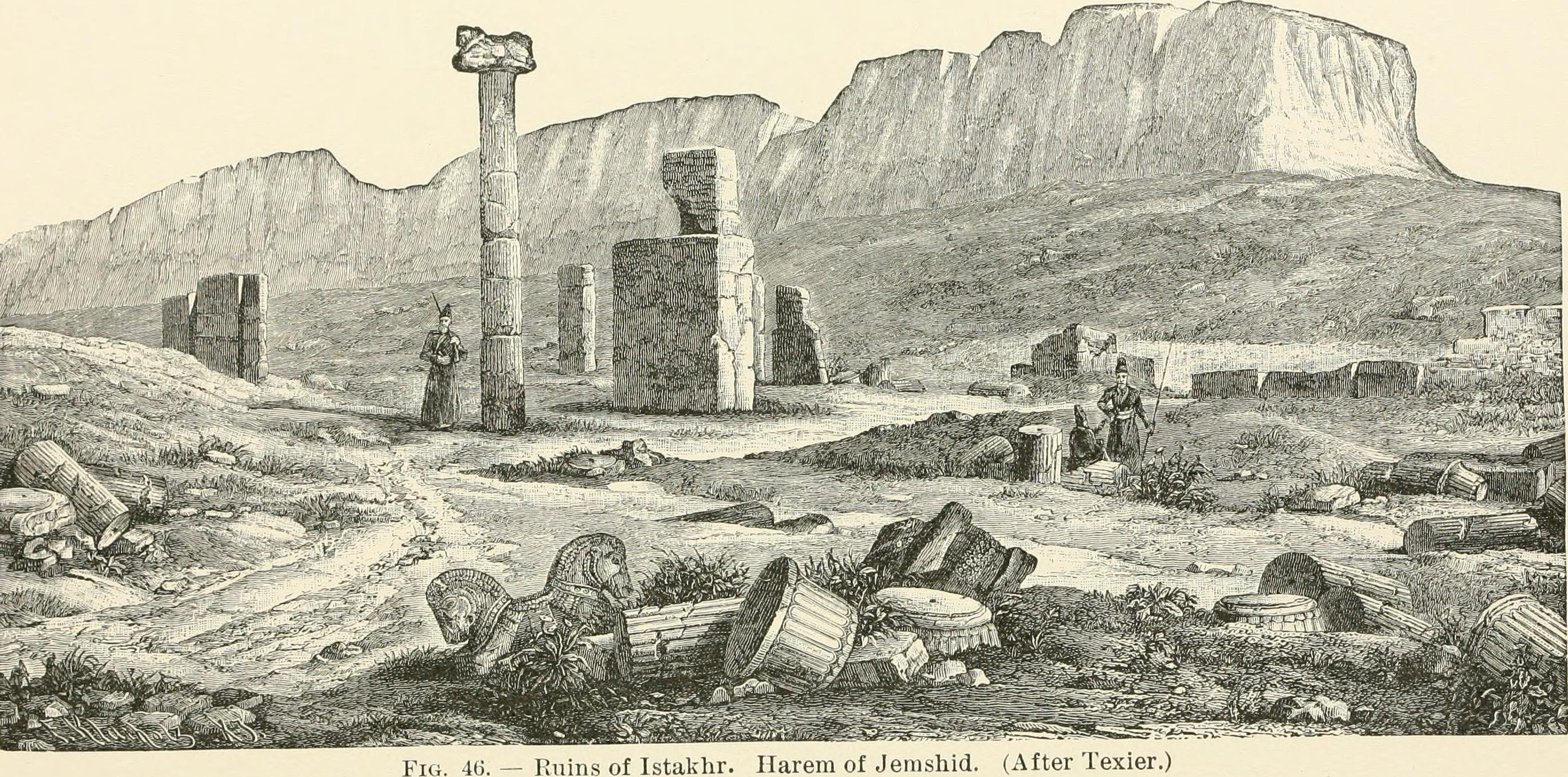

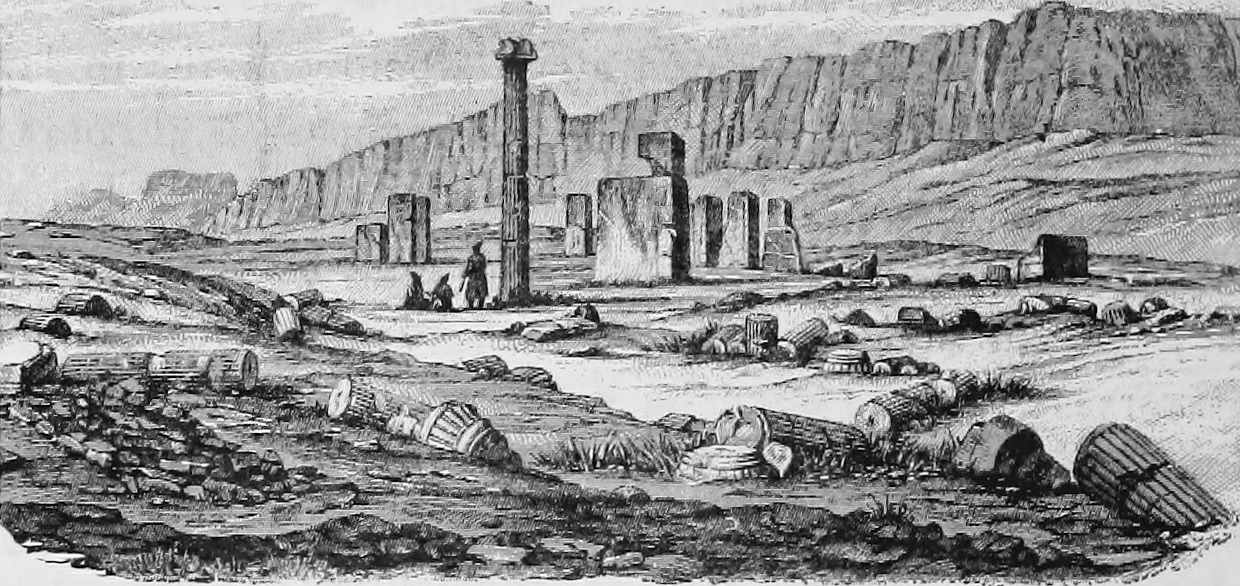

Istajr (en grafía persa, استخر), también transcrito como Istakhr o Stakhr, es una antigua ciudad de Persia, en la provincia de Fars, 5 km al norte de Persépolis. En la época aqueménida fue una ciudad próspera.
No es mencionada en las fuentes históricas, como la Historia de los profetas y los reyes, de al-Tabari, más que a partir de la época parta. Ardashir I, fue rey de esta ciudad al principio del siglo III, que más tarde destronó al Rey de reyes Artabán V e instaló la dinastía persa de los sasánidas. La ciudad tenía un templo de la diosa Anahita.
La ciudad contenía el original del Avesta, antes de que fuera quemado por Alejandro Magno.
Istajr se convirtió temporalmente en capital religiosa de la Persia sasánida. Istajr se desarrolló durante la época sasánida, siglos III-VII y en la época omeya. Istajr fue quemada durante la conquista islámica de Persia por invasores árabes. Antes de ser reconstruida, la ciudad perdió su importancia en favor de Shiraz. Hoy no es más que un sitio arqueológico.

## Etimología
"Istajr" (también deletreado Estakhr) es la forma del persa moderno del Stajr persa medio (también deletreado Staxr), y se cree que significa "fuerte (mantener)". Según el iranólogo Ernst Herzfeld, quien basó sus argumentos en las monedas de los gobernadores persas Frataraka y los reyes de Persia, la palabra persa media a su vez deriva del persa antiguo * Parsa-staxra ("fortaleza de Pars"), debido al cierre de la ciudad. conexiones con la cercana plataforma de Persépolis. Herzfeld interpretó los caracteres arameos "PR BR" inscritos en estas monedas como una abreviatura de arameo prsʾ byrtʾ ("la Fortaleza de Parsa"), que a su vez puede ser el equivalente de las mencionadas palabras en persa antiguo. La abreviatura "ST", que denota Istajr, también aparece en las monedas de Sasanian. Istajr está atestiguado en siríaco como Istahr y en armenio como Stahr. Probablemente aparece en el Talmud como Istahar.

## Geografía
Istajr se encuentra en la provincia de Fars, en el suroeste de Irán, conocida históricamente como Parsa (antiguo persa), Pars (persa medio) y persis (griego), de donde proviene Persia. Se encuentra en el valle del río Polvar, entre Kuh-e Rahmat y Naqsh-e Rostam, donde el valle del río Polvar se abre hacia la llanura de Marvdasht. Esta llanura se extiende cerca de la plataforma de Persépolis.

## Historia

### Historia temprana

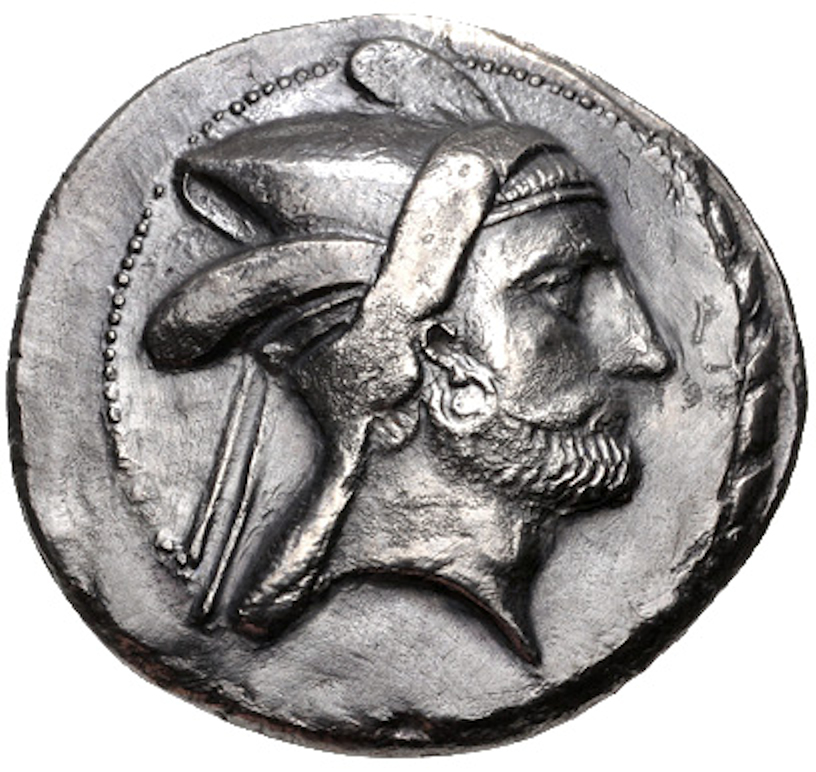
Baydad,el primer frataraka registrado de Persia, en el a.c.

Con toda probabilidad, lo que se convirtió en Istajr fue originalmente parte de los asentamientos que rodeaban las residencias reales aqueménidas. Su importancia religiosa como centro zoroastriano se manifestó ya en el siglo IV a. C. durante el reinado del rey aqueménida Artajerjes II (r. 404-358). Durante su reinado, ordenó la construcción de una estatua de Anahita y un templo cerca de lo que se convertiría en Istajr. Este templo puede identificarse con las ruinas del templo mencionado por el geógrafo del siglo X al-Masudi como ubicado c. un parasang de Istajr. Según la iranóloga Mary Boyce, las ruinas de este templo probablemente pertenecían al edificio aqueménida original, que había sido destruido y saqueado por los macedonios invasores dirigidos por Alejandro Magno (r. 336–323). La fundación de Istajr como ciudad separada tuvo lugar muy poco después del declive de la cercana Persépolis por parte de Alejandro. Parece que gran parte del rublo de Persépolis se usó para la construcción de Istajr.

### Los Fratarakas y reyes de Persia

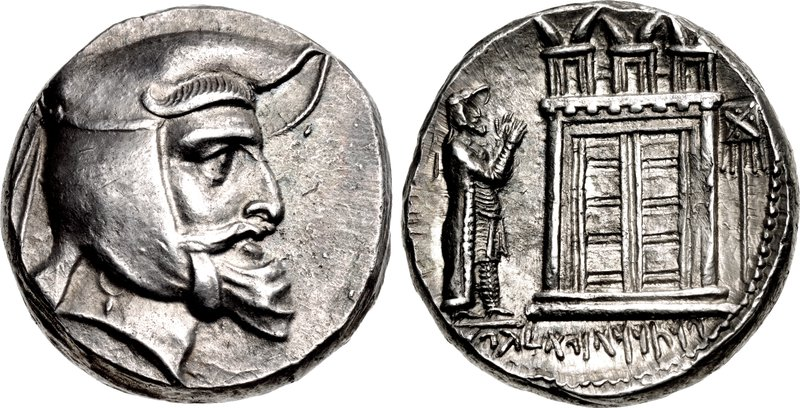
Artajerjes I, frataraka de Persia, en el siglo III a.c.

Cuando Seleuco I (305–280) murió en 280 a. C., los persas locales de Persis comenzaron a reafirmar su independencia. Al principio se residían se¡¡cerca de las ruinas de persépolis y más tarde se trasladaron a la ciudad de Istajr, que con sus colinas circundantes proporcionó una mejor protección que la antigua capital ceremonial aqueménida de Persépolis. Además, un camino importante, conocido como el "camino de invierno", se extendía a través de Istajr, desde Persis a Isfahán a través de Pasargadae y Abada. El núcleo de Istakhr como ciudad estaba ubicado en el lado sur y este del río Polvar. Floreció como la capital de los gobernadores persas de Frataraka y los reyes de Persia desde el siglo III a. C. hasta principios del siglo III d. C.
Sasán, el ancestro epónimo de la dinastía Sasánida posterior, provenía de Istajr y originalmente sirvió como el director del importante templo de Anahid dentro de la ciudad. Según la tradición, Sasán se casó con una mujer de la dinastía Bazrangi, que gobernó en Istajr como vasallos partos a principios del siglo III. En 205/6, el hijo de Sasan, Papak, destronó a Gochijr, el gobernante de Istajr. A su vez, los hijos de Papak, Shapur y Ardacher V, gobernaron como los dos últimos reyes de Persis.

### Imperio Sasánida

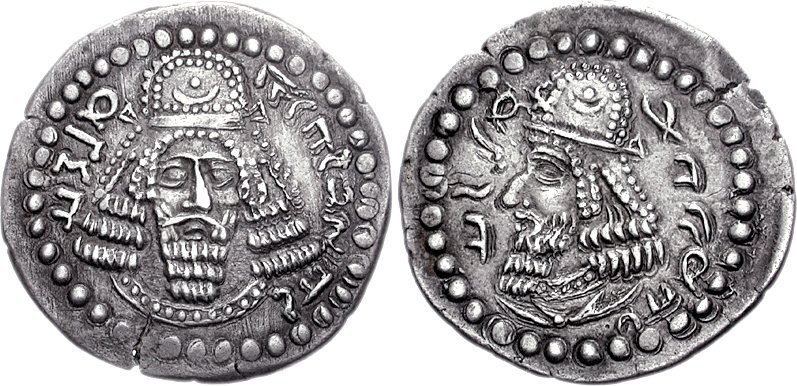
Ardacher I, fundador del Imperio Sasánida

En 224, Ardashir V de Persia fundó el Imperio Sasánida y se hizo conocido como Ardacher I (r. 224–242). Boyce afirma que el templo, que había sido destruido por los macedonios siglos antes, fue restaurado por los sasánidas. Agrega que, según Al-Masudi, quien a su vez basó sus escritos en la tradición, el templo había sido "originalmente un 'templo ídolo', que posteriormente fue convertido en un templo de fuego por Homay, el legendario predecesor de la dinastía aqueménida". Parece que a principios del período sasánida, o quizás un poco antes, el movimiento iconoclasta zoroástrico había dado como resultado que la imagen de culto de Anahid fuera reemplazada por un fuego sagrado. Al-Masudi identificó este fuego sagrado como "uno de los fuegos zoroastrianos más venerados". La identificación de este templo en Istakhr con Anahid persistió, y al-Tabari (muerto en 923) declaró que era conocida como "la casa del fuego de Anahid".
El influyente sacerdote zoroástrico Kartir fue, entre otros puestos, designado como guardián (pādixšāy) de "fuego (s) en Stakhr de Anahid-Ardashir y Anahid la Dama" (ādur ī anāhīd ardaxšīr ud anāhīd ī bānūg) por Bahram II (r. 274–293). Boyce señala que, dado el estado de alto rango de Kartir, el nombramiento de estos puestos significa que los fuegos sagrados en Istakhr se llevaron a cabo en muy alta estima.
Istakhr alcanzaría su apogeo durante la era Sasánida, sirviendo como ciudad principal, región y centro religioso de la provincia Sasanian de Pars. Un centro de gran actividad económica, Istakhr fue sede de una importante casa de moneda de Sasania, abreviada con las iniciales "ST" (Staxr) que produjeron monedas desde el reinado de Bahram V (r. 420-438) hasta la caída de la dinastía, así como el tesoro real de Sasania (ganj ī šāhīgān). Esta tesorería se menciona con frecuencia en el Denkard y el Madayan i hazar dadestan. El tesoro también tenía una de las copias limitadas del Gran Avesta, probablemente una de las mismas copias de las que deriva el manuscrito del Avesta actual.

### Conquista árabe y califatos

Conquista musulmana del actual Irán en el siglo VII

Durante la conquista musulmana de Pars, como parte de la conquista árabe de Irán, los invasores establecieron su cuartel general en Beyza. Los ciudadanos de Istajr resistieron firmemente a los árabes. El primer intento, en 640, dirigido por Al-Ala'a Al-Hadrami fue un completo fracaso. En 643, los árabes llevaron a cabo una nueva campaña dirigida por Abu Musa al-Ash'ari y Uthman ibn Abu al-As que obligó a Istajr a rendirse. Sin embargo, la gente de Istajr se rebeló rápidamente y mató al gobernador árabe instalado allí. En 648/9, el general Abdallah ibn Amir, gobernador de Basora, realizó otra campaña que una vez más obligó a Istajr a rendirse después de intensos combates. La supresión de las revueltas posteriores resultó en la muerte de muchos persas. Sin embargo, las personas inquietas de Istajr se rebelaron una vez más, lo que llevó a los árabes a emprender otra campaña contra Istakhr, en 649. Esta campaña final resultó una vez más en la muerte de muchos de sus habitantes. La fortaleza sasánida de Istajr, ubicada en el "afloramiento más oriental" de Marvdasht, se convirtió en el lugar de la última resistencia a la conquista árabe de Pars.
Istakhr siguió siendo una fortaleza del zoroastrismo mucho después de la caída de los sasánidas. Muchas monedas árabes-sasánidas y monedas omeyas reformadas se acuñaron en Istakhr durante los períodos omeya y abasí. Istakhr siguió siendo "un lugar bastante importante" a principios del período islámico. Era el sitio de una fortaleza importante, que en tiempos islámicos, "como sin duda antes", a menudo funcionaba como el tesoro de los gobernantes de la ciudad. La fortaleza es conocida como Qal-e-ye Estakhr ("Castillo de Istajr") o Estakhr-Yar ("Amigo de Istajr"). Bajo el califato omeya, los gobernadores a menudo residían en el castillo; por ejemplo, Ziyad bin Abih residió en el castillo de Istajr durante un largo período durante su lucha contra el califa Muawiya I (r. 661–680).
Tras la ascensión de los abasíes, el centro político de Fars se trasladó gradualmente a Shiraz. Esto contribuyó en gran medida al declive de Istajr. Sin embargo, la ciudad todavía se menciona en las guerras entre los saffarí y los gobernadores califales en Fars. El 11 de abril de 890, el gobernante saffárí Amr bin Laith (879-901) derrotó al gobernador califal Musa Muflehi en Istajr. Según el iranólogo Adrian David Hugh Bivar, la última moneda atribuida a Istajr es una moneda supuestamente acuñada por los Dulafids en 895/6.

### Búyidas y Selyúcidas

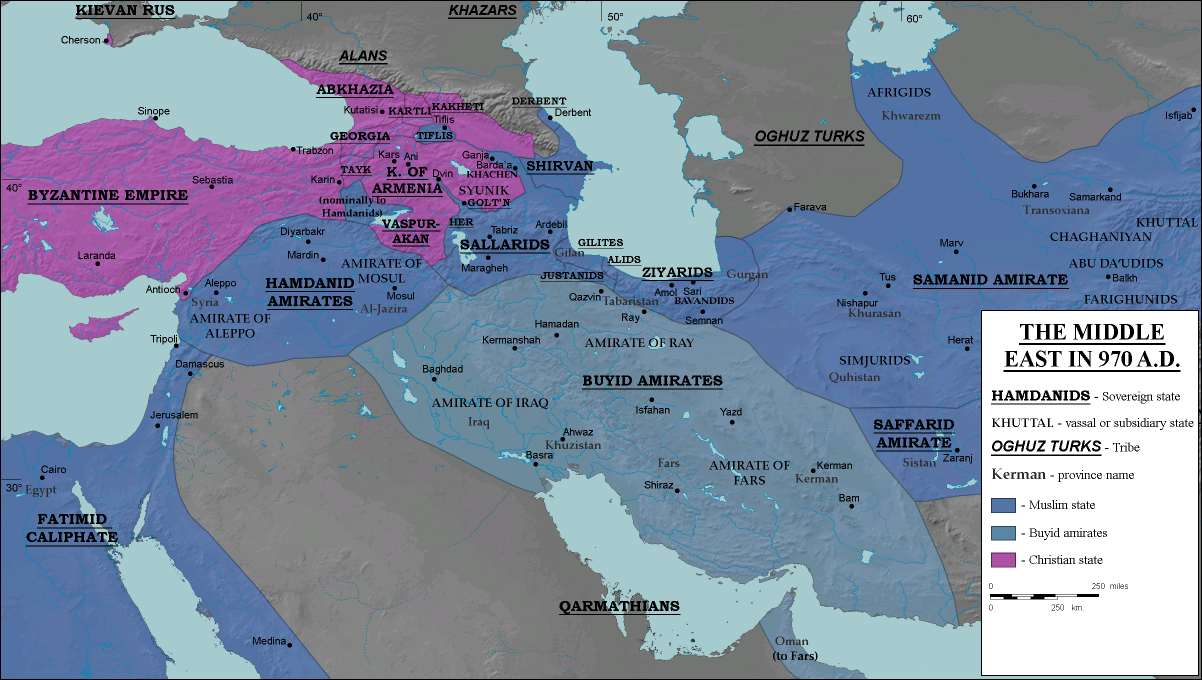
Emiratos Búyidas en el año 970

El área se convirtió en parte de los búyidas en la primera mitad del siglo X. A comienzos del milenio, numerosos escritores de viajes y geógrafos escribieron sobre Istajr. A mediados del siglo X, el escritor de viajes Istajri (él mismo un nativo), la describió como una ciudad de tamaño mediano. Al-Maqdisi, escribiendo unos treinta años después, en 985, elogió el puente sobre el río en Istajr y su "hermoso parque". También señaló que la mezquita principal de la ciudad estaba decorada con capiteles de toros. Según Boyce y Streck & Miles, esta mezquita fue originalmente el mismo templo de Sasania donde se encontraba el ādur ī anāhīd ardaxšīr ("fuego de Anahid-Ardacher") y donde Yazdgerd III (r. 632-651) fue coronado el último rey de Sasania. Sin embargo, según Matthew Canepa, la evidencia arqueológica muestra que la mezquita fue construida en el siglo VII durante el señorío árabe y, por lo tanto, no era un templo sasánida convertido. Al-Muqaddasi también señaló que se suponía que la mezquita había sido originalmente un templo de fuego, en el que "se habían utilizado piezas de talla de Persépolis".
El clima frío de la región creó acumulaciones de nieve en la parte superior del castillo de Istajr, que a su vez se derritió en una cisterna contenida por una presa. Esta presa fue fundada por Adud al-Dawla (r. 949-983) para crear un depósito de agua adecuado para la guarnición del castillo. Según una fuente contemporánea, el Búyida Abu Kalijar (r. 1024-1048) encontró enormes cantidades de plata y gemas costosas almacenadas en el castillo cuando ascendió con su hijo y un tasador. La medalla de oro de Adud al-Dawla, fechada en 969/70, que lo representa con una corona de estilo sasánida, puede haber sido creada en Istajr. Algunos historiadores creen que la ciudad de Istajr fue destruida por una guerra civil entre los búyidas. 

Mapa que muestra la máxima expansión del Imperio Selyúcida, en el año 1092

La última evidencia numismática de Istajr, que denota su castillo en lugar de la ciudad en sí, data de 1063. La moneda en cuestión fue acuñada por orden de Rasultegin, un oscuro príncipe selyúcida de Fars. Sin embargo, Bivar señala que algunas monedas atribuidas a otras áreas de Fars pueden ser monedas de Istakhr. Según Bivar, quien basa sus argumentos en los escritos de Ibn al-Athir, el tesoro de Istakhr contenía los tesoros de las dinastías anteriores. Ibn al-Athir escribió que cuando al sultán selyúcida Alp Arslan (r. 1063-1072) conquistó el castillo de Istajr en 1066/7, su gobernador le entregó una valiosa copa con el nombre del mítico rey iraní Jamshid. Istajr también tenía el Qal-e ye Shekaste, que funcionaba como la tienda textil de la ciudad, y el Qal-e ye Oshkonvan, el arsenal de la ciudad. Aunque hoy parezca que tales fortalezas se encuentran relativamente distantes del núcleo interno de Istakhr, en la era medieval se consideraban ubicadas “dentro de la gran ciudad" de Istajr.
En los últimos años del Búyida Abu Kalijar, un visir entabló una disputa con un terrateniente local de Istajr. Abu Kalijar, a su vez, envió un ejército a Istakhr bajo Qutulmish que destruyó y saqueó la ciudad. Istajr nunca se recuperó y se convirtió en una aldea con "no más de cien habitantes".
En 1074, durante el gobierno de Seljuq, un rebelde llamado Fadluya había ganado el control sobre la provincia de Fars y se había atrincherado en el castillo de Istajr. Nizam al-Mulk, el renombrado visir del Imperio Selyúcida, posteriormente asedió la fortaleza. Fadluya fue capturado y encarcelado en la fortaleza y ejecutado un año después cuando intentó escapar. En períodos posteriores, el castillo fue utilizado a menudo "como una prisión estatal para altos funcionarios y príncipes".

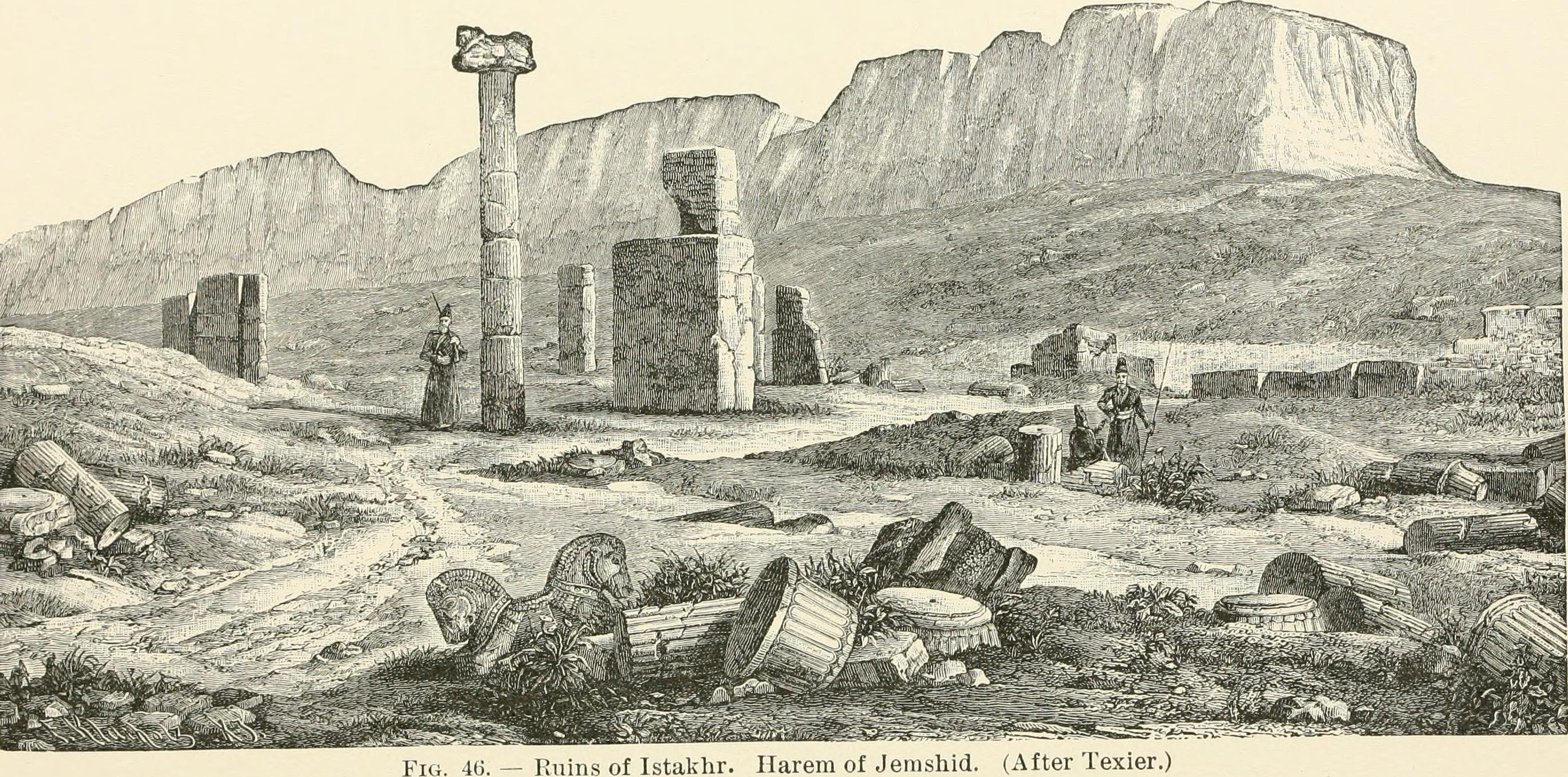
Dibujo de la ciudad de Istajr en ruinas, siglo XIX

### Período posterior
En el año 1590, según los informes, el castillo de Istajr todavía estaba en buenas condiciones y habitado. Algún tiempo después, un general rebelde de Safavid se refugió en el castillo. Posteriormente fue asediado por Safavid Shah ("Rey") Abás el Grande (1588-1629), lo que resultó en su destrucción. Según el viajero italiano Pietro della Valle, que visitó Istajr en 1621, el castillo entonces se encontraba ya en ruinas.

## Excavación
En la primera mitad del siglo XX, Istajr fue explorada por Ernst Herzfeld seguido por un equipo de la Universidad de Chicago dirigido por Erich Schmidt. El relato más detallado de las ruinas de Istakhr anteriores a las excavaciones del siglo XX fue realizado por el dúo francés Eugène Flandin y Pascal Coste a fines de 1840. El Istajr Sasánida permanece en gran parte sin excavar.